# Авторемонтна вулиця (Київ)
Авторемо́нтна ву́лиця — вулиця в Солом'янському районі міста Києва, місцевість Відрадний. Пролягає від бульвару Вацлава Гавела до Козелецької вулиці.

## Історія
Вулиця виникла в 50-ті роки XX століття під назвою Нова. 
У 1957 році набула назву Слуцька, на честь білоруського міста Слуцьк. 
Сучасна назва — з 1959 року.
До вулиці не приписано жодного будинку.